# Euphemia von Ratibor
Euphemia von Ratibor (Vorname auch Eufemia, Ofka, Ofemia; polnisch Eufemia raciborska; * 1299/1301 vermutlich in Ratibor; † 17. Januar 1359 ebenda) war durch Geburt Herzogin von Ratibor. 1313 trat sie den Dominikanerinnen in Ratibor bei, dessen erste Priorin sie gewesen sein soll. Wegen ihres frommen Lebens wird sie als heiligmäßig verehrt.

## Leben

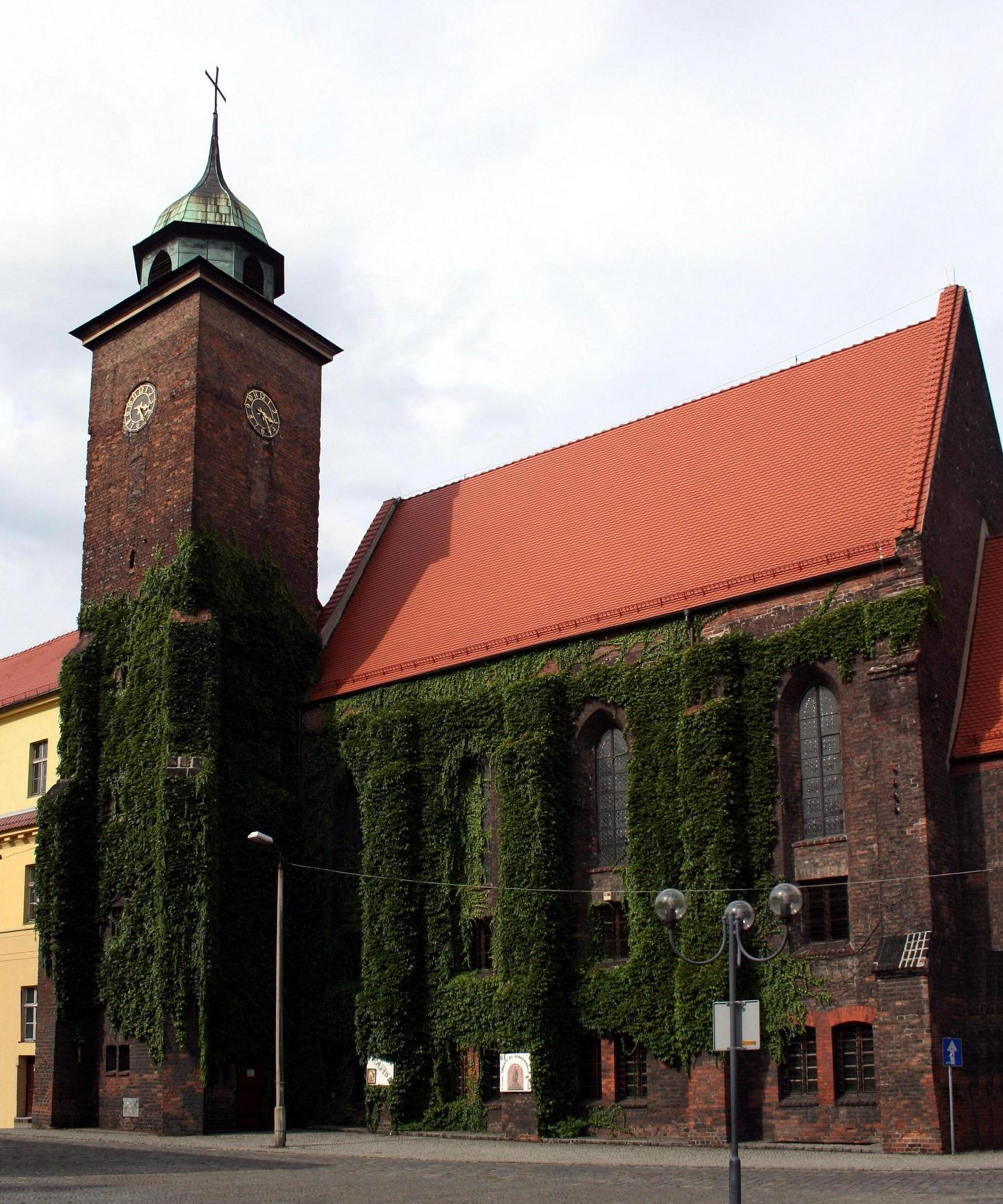
Ehemalige Klosterkirche der Dominikanerinnen in Ratibor (seit 1927 Stadtmuseum)

Euphemia entstammte dem Oppelner Zweig der Schlesischen Piasten. Ihre Eltern waren Herzog Przemislaus und Anna, Tochter des Herzogs Konrad II. von Masowien. Nach 1299 gründete ihr Vater das Ratiborer Dominikanerinnenkloster Hl. Geist, das auch als Jungfrauenstift bezeichnet wird. Als er 1306 verstarb, waren Kloster und Klosterkirche noch nicht fertiggestellt. Sein Sohn und Nachfolger, Herzog Lestko, bestätigte die väterliche Stiftung, die auch er zeitlebens förderte. 
Euphemia, die schon als Kind ein frommes Leben geführt haben soll, trat am 9. April 1313 in das von ihrem Vater gestiftete Dominikanerinnenkloster ein, das damals noch nicht über eine Klosterkirche verfügte. Vermutlich erhielt sie geistlichen Beistand von dem Dominikanerprior Peregrinus, der auch Beichtvater und Berater ihres Vaters gewesen war. Obwohl eine frühe Lebensbeschreibung nicht existiert, kann ihr Wirken anhand erhaltener Urkunden vermittelt werden:
- Im Jahre 1306 verlieh Herzog Przemislaus, der im selben Jahr starb, den Dominikanerinnen eine Hofstätte in Ratibor. Da Euphemia in das Kloster eintreten sollte, stellte er es unter den besonderen Schutz der jeweiligen Ratiborer Herzöge.
- Auf Bitten Euphemias befreite der Ratiborer Erbvogt Wernher am 8. April  1313 eine Mühle in der Ratiborer Neustadt von allen städtischen Steuern. Für den Fall, dass Euphemias Bruder, Herzog Lestko, ohne Nachkommen sterben sollte, versprach er, dass die Bürger von Ratibor erst dann seinem Nachfolger huldigen werden, wenn dieser alle Einkünfte und Privilegien Euphemias, die ihr und dem Kloster durch Herzog Lestko geschenkt worden waren, bestätigt.
- Beim Eintritt Euphemias in das Kloster am 9. April 1313 erhielt sie von ihrem Bruder, Herzog Lestko, anstelle einer Mitgift zwei Brotbänke sowie andere Güter und Einkünfte. Sie sollten nach Euphemias Tod an das Kloster, ein Teil davon allerdings an das Herzogtum Ratibor zurückfallen.
- 1316 verkaufte Abt Nikolaus von Rauden an Euphemia und ihre Mitschwestern vier Fleischbänke in Sohrau; der Verkauf wurde nochmals 1317 bestätigt.
- Am 25. Februar 1317 bestätigte Herzog Lestko dem Jungfrauenstift den Besitz der Hofstätte, die ihm 1306 von seinem Vater verliehen worden war. Zugleich bestimmte er, dass die erweiterte Hofstätte zur Errichtung der Klosterkirche dienen soll.
- 1319 erhielt das Kloster die Erbschaft eines gewissen Johannes, die von Herzog Lestko bestätigt wurde.
- 1331 verkauften die Brüder Otto und Friedrich de Lynavia ihren Besitz in Bieskau an Euphemia und ihren Konvent.
- Die vermutlich 1334 fertiggestellte Klosterkirche Hl. Geist wurde am 1. Juni 1335 durch den Breslauer Bischof Nanker geweiht.

Da 1336 mit Herzogs Lestkos Tod der Ratiborer Zweig der Schlesischen Piasten erlosch, fiel das Herzogtum Ratibor zunächst als erledigtes Lehen an die Krone Böhmen. 1337 verlieh es der böhmische König Johann von Luxemburg dem Herzog Nikolaus II., der es mit seinem Herzogtum Troppau verband. Er entstammte dem Troppauer Zweig der Přemysliden und war mit Anna († um 1340), einer Schwester Euphemias verheiratet. Auch er bestätigte dem Jungfrauenstift alle Privilegien und unterstützte es finanziell.
- Am 9. Juli 1339 genehmigte der Cosler Herzog Kasimir III., der ein Neffe Euphemias war, den Verkauf des Dorfes Autischkau an das Ratiborer Dominikanerinnenkloster. Der entsprechende Verkauf durch Konrad Stosch (Cunad Stoschouicz), dessen Erbgut Autischkau war, erfolgte am 13. Oktober 1339. Zugleich verkaufte er dem Kloster auch einen Anteil an Warmunthau. Am selben Tag bestätigte Herzog Kasimir III. den Verkauf.[3]
- Am 19. August 1340 verkauften die Brüder Heinrich/Jindřich und Johann/Ješek von Krawarn auf Blumenau ihr Städtchen Bauerwitz mit den Dörfern Zülkowitz (Sulkov/Sułków), Tschirmkau (Červenkov/Czerwonków) und Eiglau (Děhylov/Dziełów) an Äbtissin Euphemia und ihren Konvent. Der Verkauf wurde drei Tage später von Herzog Nikolaus II. bestätigt. Zugleich bestätigte er, dass die Rechte der anderen Troppau-Ratiborer Klostergüter Euphemia und/oder seinen Töchtern bzw. nach deren Tod dem Konvent zustehen sollen.
- 1349 beurkundete Herzog Bolko von Cosel den Verkauf von Gütern in Warmunthau an Euphemia.
- 1351 erteilte Herzog Nikolaus II. seine Zustimmung für den Verkauf von Benkowitz an Euphemia und ihren Konvent.
- 1352 verkauften Otto und Jesco von Linauia (Lynavia) ihre Güter im Dorf Beskow (Bieskau) an den Dominikanerinnenkonvent in Ratibor.
- 1356 schenkten der Ratiborer Erbvogt Nikolaus und dessen Schwestern Ysentrudis und Katharina dem Konvent und dem Kloster einen Jahreszins von 4 Mark.
- Im selben Jahr verkaufte der Breslauer Dominikaner-Konvent Euphemia einen Jahreszins von 4 Mark auf deren Lebenszeit.

Am 8. Dezember 1358 verfasste Euphemia in Anwesenheit des Herzogs Nikolaus II. und dessen Sohn Johann I. ihr Testament. Darin bestimmte sie, dass die in ihrem Eigentum befindlichen Güter ihre Nichten Elisabeth († 1386) und Agnes († 1404), Töchter des Herzogs Nikolaus II., die ebenfalls dem Ratiborer Konvent angehörten, erben sollen. Auch ihre Nichte Anna (* vor 1345; † 1403), eine Tochter des Herzogs Siemowit/Ziemowit III. von Masowien, die ebenfalls Nonne des Dominikanerinnenklosters war, sollte bei einem Teil der Güter erbberechtigt sein. Nach dem Tod der drei erwähnten Nichten sollte das gesamte Gut für immer dem Kloster zufallen. Zugleich erbat Euphemia von den Nonnen des Jungfrauenstifts Gebete für ihre verstorbenen Eltern und vor allem für ihren Bruder Lestko.
An die Testamentsurkunde wurde das kleine Siegel Euphemias befestigt, das die Muttergottes mit einer vor ihr knienden weiblichen Gestalt darstellt. Die Umschrift lautet: «S. SORORIS OFFCE. OORDIS. PD.»
Am 17. Januar 1359 starb Euphemia. Ihr Leichnam wurde in der Klosterkirche beigesetzt. Nach der Säkularisation 1810 wurde Euphemias Grab geöffnet und ihre Gebeine in die Ratiborer Stadtpfarrkirche St. Marien (Liebfrauenkirche) übertragen, wo ihr ein Seitenaltar gewidmet wurde.

## Verehrung
Vermutlich schon bald nach ihrem Tod wurde Euphemia als heiligmäßig verehrt. Eine erste Vita über Euphemia findet sich allerdings erst in einer 1606 in Venedig gedruckten Schrift über den Dominikaner Ceslaus von Breslau mit dem Titel „Propago D. Hyacinthi thaumaturgi Poloni seu De rebus praeclare gestis in Provincia Polonia Ordinis Pradicatorum“. Sie wurde von dem Dominikaner Abraham Bzowski (Bzovius) verfasst, der hier Euphemia erstmals als Selige bezeichnet und ihr zugeschriebene Wunder in ihrem Leben und an ihrem Grab aufführt. Allerdings werden zu Euphemia keine nachprüfbaren Urkunden oder Quellen angegeben. Neben zahlreichen genealogischen Fehlern enthält diese Lebensbeschreibung auch weitere Unstimmigkeiten. So wird z. B. erwähnt, Euphemia habe Bauerwitz von ihren Eltern erhalten und dem Kloster geschenkt. Auch ist die Angabe nicht richtig, Euphemia und ihr Konvent hätten in Armut gelebt, weil ihnen „Herzog Nikolaus, ein Sohn ihres Onkels Johannes“ Bauernwitz und andere Güter geraubt habe. Die Fehler fanden bis in die Neuzeit Eingang in weitere Lebensbeschreibungen Euphemias. 
Wie sich aus Euphemias Testament ergibt, war das Kloster bei ihrem Tod wohlhabend und verfügte über eine reiche Ausstattung und Privilegien. Erst nachdem ihre fürstlichen Nichten gestorben waren, kam es nach 1404 in vorhussitischer Zeit zu einem wirtschaftlichen Niedergang. Wegen der Hussitenkriege und der Reformation kam eine Heiligsprechung nicht zustande. 1623 ließ Äbtissin Helene Otieslav von Kopenic ein Euphemia-Bild malen und im 18. Jahrhundert entstand ein Kupferstich mit einem „Gebet zur seligen Jungfrau Euphemia“. Am 16. Januar 2022 wurde auf diözesaner Ebene der Informativprozess eröffnet, um eine Bestätigung ihres Kultes durch den Heiligen Stuhl zu erlangen.